# Videoplattform
| Videoplattform (Videogemenskap) |
| --- |
| - Betydelse – nätverksplattform med inriktning på videoklipp - Funktion – fildelning, webb-TV, socialt medium, marknadsföring - Affärsmodell – annonsfinansiering, kompletterande betalmaterial och abonnemang - Exempel – Youtube, Vimeo, XVideos |

En videoplattform (engelska: video-sharing platform) är en nätverksplattform, ofta på internet, med videoklipp, filmer eller videosändningar. Ibland finns det möjlighet för allmänheten att ladda upp videoklipp och interagera med varandra i en nätgemenskap på en så kallad videogemenskap eller videocommunity. Den mest kända videogemenskapen är Youtube, där det både finns användargenererat och professionellt producerat innehåll.

## Innehåll och teknik
Det finns en mängd videogemenskaper – främst de med brett och blandat innehåll som kan bestå av allt ifrån musikvideor till roliga videoklipp med djur. Eftersom många användare inte har en egen webbplats där de kan lägga upp egna videor har gemenskaper ökat i popularitet. Allt fler personer har nu smartmobil, en anledning till att intresset och möjligheten att spara sina videor på nätet ökat. 
De ger användarna möjlighet att ladda upp videoklipp och erbjuder besökare att titta på videoklippen. Videoklippen sparas på webbplatsens server. Det är vanligt att andra användare kan komma åt videoklippen och även via länkning visa dem på personliga bloggar eller webbplatser. 

## Funktion och affärsmodell
Videoplattformen som fenomen är en funktion av den utökade interaktivitet som Internet gett möjligheter till. Den fungerar i praktiken både som ett fildelningsnätverk och en strömningstjänst, eftersom den ger användarna stora möjligheter att ladda upp olika typer av videomaterial – och för alla att via Internet enkelt ta del av materialet. I likhet med fildelningstekniken i sig sprids på en videoplattform ofta en stor mängd material utan upphovsrättsmannens tillstånd, vilket lett till omfattande kritik mot Youtube och liknande plattformar. Den ökade tillgången på bredband har också bidragit till den ökade populariteten för strömningstjänster, vilket minskat betydelsen av fildelning för nedladdning. På många videoplattformar finns begränsningar mot nedladdning av materialet, alternativt att nedladdning är möjlig om man har ett betalabonnemang på tjänsten. 
En videoplattform kan ge möjlighet till direktsänd webb-TV, vilket gör denna typ av tjänst till en modern variant av television. TV-sändningar kan även kombineras med chattar, snarlikt hur chattar kompletterar kommunikationen under en videokonferens. Hos bland annat Youtube samlas användare även kring de ibland omfattande kommentarsfälten, där videons ämne kan diskuteras på olika sätt. Chattar och kommentarsfält kan göra en videoplattform kan till en form av socialt medium, och det är i sådana fall vanligt att plattformsidén beskrivs som en videogemenskap. Plattformar som är slutna och abonnemangsbaserade har inte den mer öppna "gemenskapstanken". 
En stor videoplattform kan även fungera som en marknadsföringsplattform för exempelvis film- eller musikbolag, eller som del av influerares eller videomakares verksamhet. Sedan 1980-talet och MTV:s då dominerande roll som musikvideoplattform har inte minst Youtube ofta kommit att ta över rollen som marknadsföringskanal för ny musik. Många musikartister har i Internetåldern allt mindre inkomster från skiv- eller musikförsäljning och koncentrerar sig mer på konsertturnéer, eftersom närvarokänslan under en konsert är svårare att överföra till en videoplattform. Även som politisk plattform och plats för nyhetsförmedlning har stora videoplattformar som Youtube visat sig användbara.
En videoplattform kan finansieras via abonnemang, betalvisningar, annonser eller en kombination av dessa. En öppen och fritt tillgänglig plattform som Youtube får huvudparten av sina inkomster via annonsintäkter, vilka kan maximeras ju fler som ser det uppladdade materialet. I fallet Youtube är annonseringen en valfri tilläggstjänst för Youtube-partnerskap och erbjuds bara för videoklipp som inte bryter mot upphovsrätten. Ändå har vissa videogemenskaper upphovsrättsskyddat material, vilket gjort att de nämnts i den debatt som ledde fram till lagförslaget SOPA – en amerikansk mer långtgående version av den europeiska fildelningslagen IPRED. 

## Historik

### Tidiga år
År 2005 etablerades Youtube som den första större kommersiella videoplattformen. Grundtanken att låta privatpersoner dela eget material, men successivt ökade mängden kommersiellt material som laddades upp med eller utan upphovsrättspersonernas tillstånd. Detta ökade mängden besökare, samtidigt som ökad kritik kom från ägarna till det upphovsrättsskyddade materialet. Den kritiken har fortsatt, parallellt med en moderering av materialet från dagens ägare Google.

### Utveckling

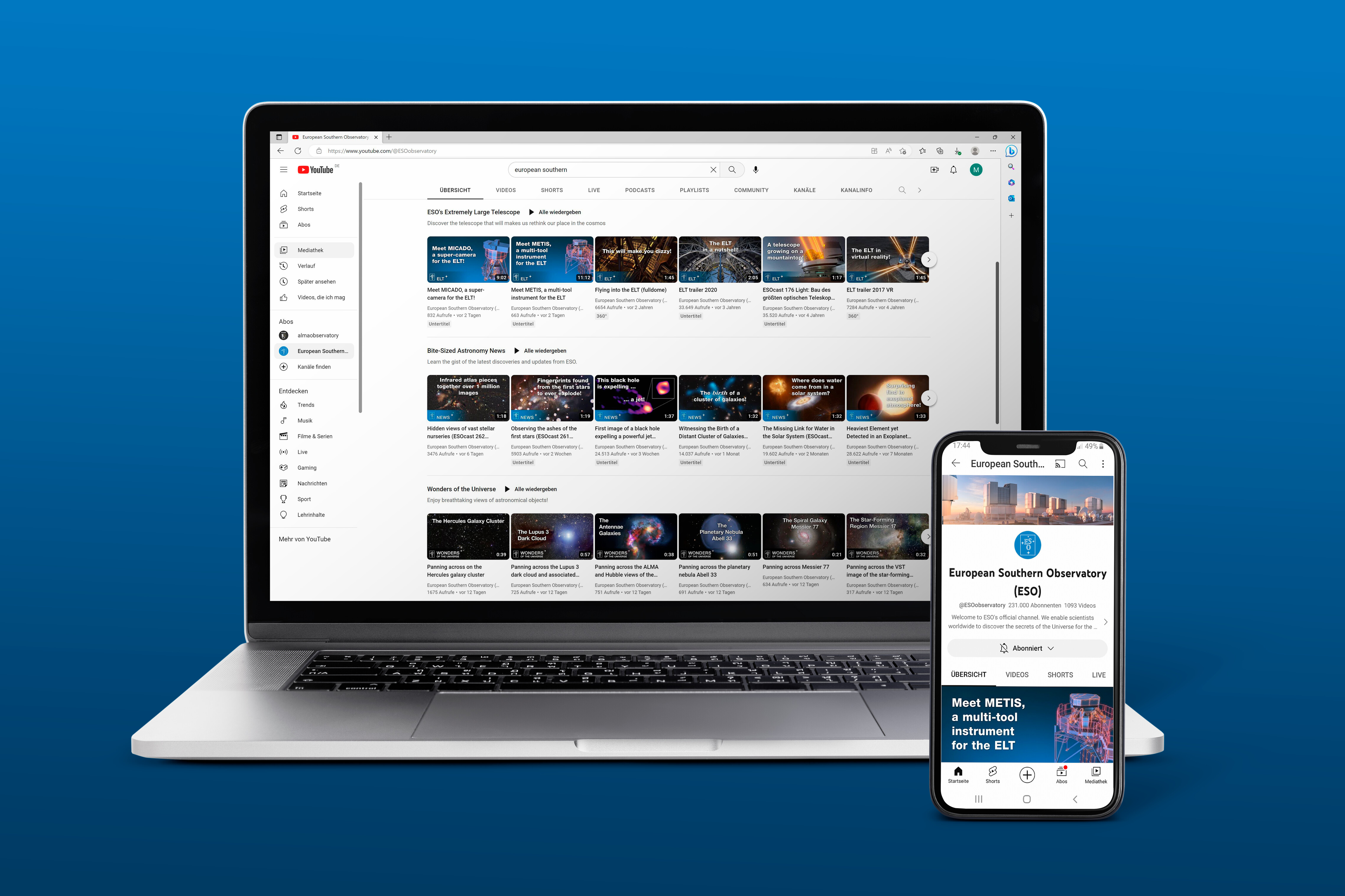

Youtube är den mest kända videogemenskapen och en av de mest besökta av alla webbplatser. En annan känd internationell videogemenskap är Vimeo. En svensk videogemenskap var Bubblare. Nya gemenskaper lanseras trots en stor mängd aktörer på marknaden. I Fediversum är Peertube den mest kända plattformen för videogemenskaper.
Under 2010-talet ökade trafiken till och behovet av videotjänster ytterligare. Allt fler människor fick via tjänster som Skype och Google Hangouts tillgång till videomötetjänster, vilka under covid-19-pandemin kom att bli nödvändiga inom både utbildning och näringsliv. Till skillnad från bland annat Youtube sysslar inte videomötestjänsterna med lagring av materialet. Däremot har videoplattformar som Discord och Twitch kommit att bli viktiga sociala och underhållningskanaler inom bland annat datorspelsvärlden.

### Pornografi
En stor mängd öppet tillgängliga och ofta annonsfinansierade videoplattformar finns för pornografiskt material, där de största är XVideos, Pornhub, XNXX och XHamster. De flesta av dem har sin början i slutet av 00-talet, när den öppna plattformsidén visade sig ekonomiskt hållbar. Detta var också en tid när större delen av befolkningen fick tillgång till bredband och allt mer av underhållning började konsumeras på smartmobiler. Den här privata och mobila konsumtionsmodellen visade sig väl lämpad för pornografisk konsumtion, som ofta kännetecknas av ett letande efter upphetsningsmaterial i samband med onani. Behovet av privat konsumtion av pornografi bidrog till framväxten av olika tjänster på Internet ett decennium tidigare.
Alla de större pornografiska videoplattformarna saluför även betalmaterial som ett komplement till gratismaterialet, för konsumenter som vill ha reklamfritt material och kompletta filmer i högre upplösning. I likhet med Youtube och andra öppna plattformar har de kritiserats för att utnyttja fildelningsidén för olagliga syften, med otillräckligt skydd för skapare av upphovsrättsskyddat material. Dessa plattformar samarbetar dock ofta – och äger i stor utsträckning – pornografiska produktionsbolag, och många fristående entreprenörer inom branschen använder de här stora plattformarna för att marknadsföra sina egna verksamheter.

## Regleringar
Pornografi har länge varit verkat på en till stora delar oreglerad marknad – åtminstone som del av Internet. I USA har ett antal delstater sedan början av 2020-talet infört hårdare regler kring spridning av pornografi till minderåriga, att jämföra med åldersregler i olika sociala medier som ofta använder en 13-årsgräns. I Europeiska unionen har tre av de största pornografiska plattformarna – Pornhub, XVideos och Stripchat – sedan sent 2023 definierats som "Very Large Online Platforms", med krav om att halvårsvis deklarera hur plattformarnas moderation av otillåtet material sköts.
Liknande krav på redovisning av transparens har sedan tidigt 2023 påförts av EU på "mycket stora" Internetplattformar även i andra branscher. Även EES-landet Norge inkluderas i EU:s övervakningssystem. Minst fem EU-länder har fram till 2024 krävt denna reglering, som definierar olagligt material som:
- icke-samtyckta handlingar
- material som bör skyddas från minderåriga
- en misstänkt brottslings flykt undan lagföring
- olagligt användare av datorsystem
- naket eller sexuellt material som används som förtal
- bedräglig datahantering
- övrigt

Dessutom har Portugal och Österrike krävt hjälp för att eftersöka identitetsstöld, olaglig spridning av privat profilinformation samt utpressning.
Ett liknande regelverk finns numera också i Storbritannien, där det är den statliga myndigheten Ofcom som sköter övervakningen av plattformarna – fast bara gällande de som är baserade inom landet.